# اوگوستووو (شهرستان زوتوف)
اوگوستووو (به لهستانی:  Augustowo) یک روستا در لهستان است که در گمینا کراینکا واقع شده‌است.
 اوگوستووو  ۱۶۰ نفر جمعیت دارد.